# ハヤトウリ
ハヤトウリ（隼人瓜、学名: Sicyos edulis）は中央アメリカ原産のウリ科の植物。また、その果実のこと。果実を食用にする。別名センナリウリ（千成瓜）、チャヨテ、チョチョ。熱帯の高地で周年栽培され、日本の暖地でも一部野生化している。

## 特徴
日本で1917年（大正6年）に鹿児島に渡って来たため、薩摩隼人（さつまはやと）にちなんで「隼人の瓜」ということで、ハヤトウリという名前になった。台湾では「佛手瓜」とよばれる。高知県では「チャーテ」と呼ばれ親しまれている。
つる性の植物。多数つけるセイヨウナシ形の果実は、数本の溝があり、外皮は緑色と白色の種類がある。果実の中央に大型の種子を1個生じ、発芽まで果肉と種子が分離しない。

## 利用
果実は白色種と緑色種があるが、白色種のほうが質がよいとされる。果実を食べるときは、皮をむき、種子を取り除いてから使われる。若い茎葉も食用になる。味は淡白でくせがなく、歯切れがよい。大きさが鶏卵より大きくなると、皮がかたくなる。アメリカ合衆国ルイジアナ州のクレオール料理やラテンアメリカ、カリブ海諸国の料理によく用いられる。味噌漬け・奈良漬け・福神漬けなどの漬物、炒め物、煮物、酢の物、汁の実、サラダなどにして食べることができる。
他のウリ類と同様ほとんどが水分で、炭水化物が約5%含まれる以外は、栄養的にすべての栄養素をごくわずかにまんべんなく含んでいる。

## ギャラリー

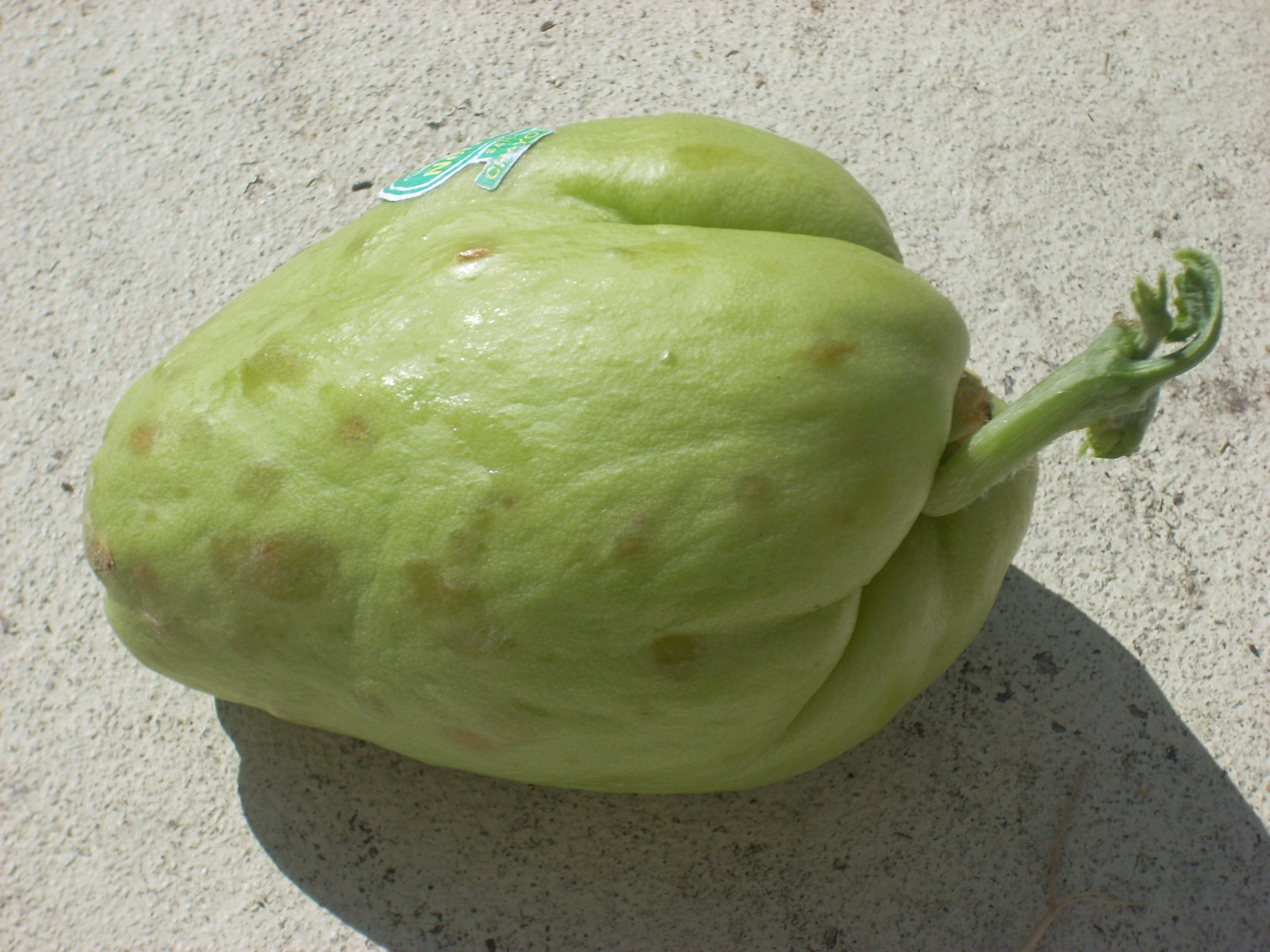
芽の出た果実
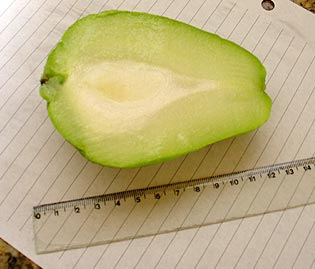
断面